# Zofia von Merenberg
Zofia Nikołajewna von Merenberg (1868–1927) – hrabina Torby.

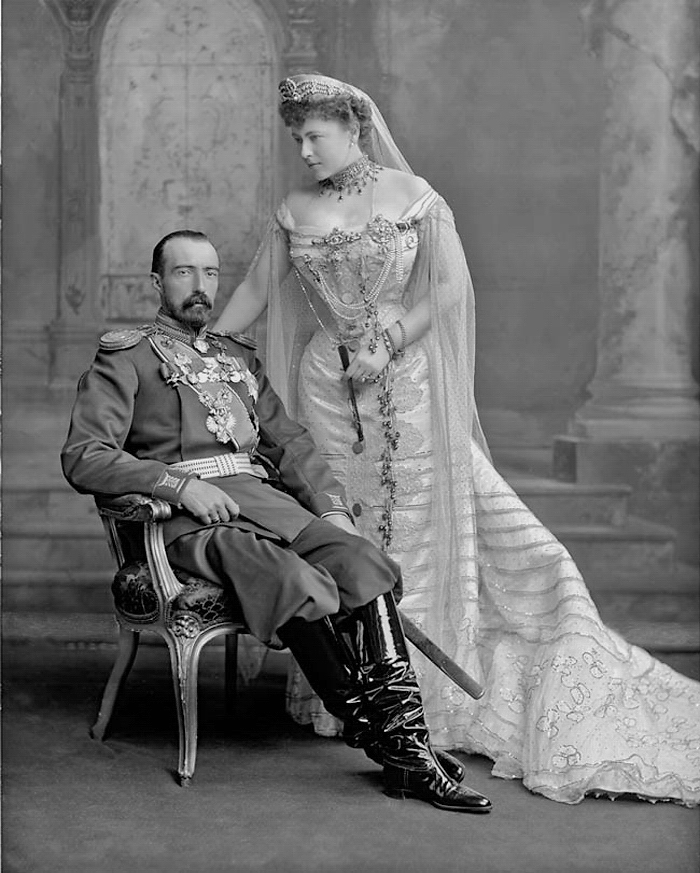
Zofia von Merenberg z mężem

Zofia von Merenberg była córką Mikołaja Wilhelma, księcia Nassau, i jego morganatycznej żony Natalii Aleksandrownej Puszkin, hrabiny Merenberg. Dziadkiem Zofii ze strony matki był Aleksander Puszkin. Zofia miała afrykańskie korzenie, była bezpośrednim potomkiem Abrama Hannibala.
Zofia spotkała swojego męża, wielkiego księcia Michała Michajłowicza Romanowa (1861–1929), kiedy uratował ją, gdy poniósł ją koń. Wielki książę Rosji był synem Michała Mikołajewicza i Olgi Fiodorowny, nie spytał o zgodę na ślub cara Mikołaja II Romanowa, ani swoich rodziców, gdyż wiedział, że nie otrzyma na niego zgody. Zofia i Michał wzięli ślub 26 lutego 1891 roku w San Remo.
Małżeństwo to nie było jedynie morganatyczne, ale w oczach rodziny carskiej było bezprawne i wywołało wielki skandal. Zofia nigdy nie otrzymała tytułu wielkiej księżnej Rosji. Razem z mężem udała się na wygnanie. Adolf, wielki książę Luksemburga, kuzyn Zofii, przyznał jej tytuł hrabiny Torby.
Zofia zmarła 4 września 1927 roku.

## Dzieci
- Anastazja (Zia) (9 września 1892 – 7 grudnia 1977);
- Nadieżda (Nada) (28 marca 1896 – 22 stycznia 1963);
- Michał, hrabia Torby (Boy) (8 października 1898 – 8 maja 1959).